# Lennart Nilsson

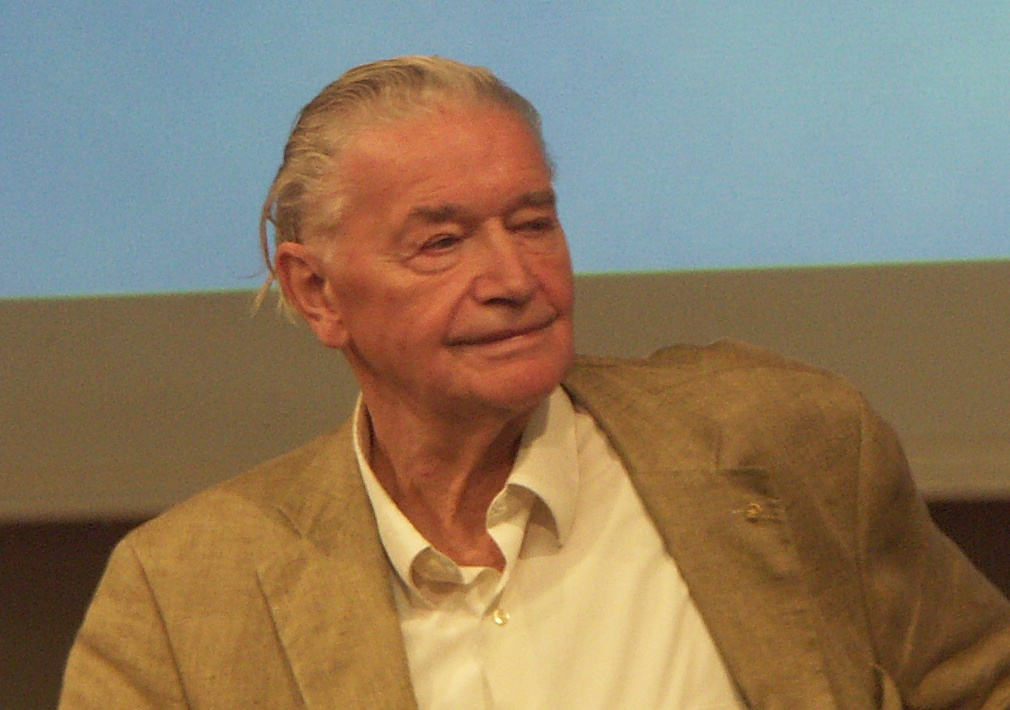
Lennart Nilsson, 2009

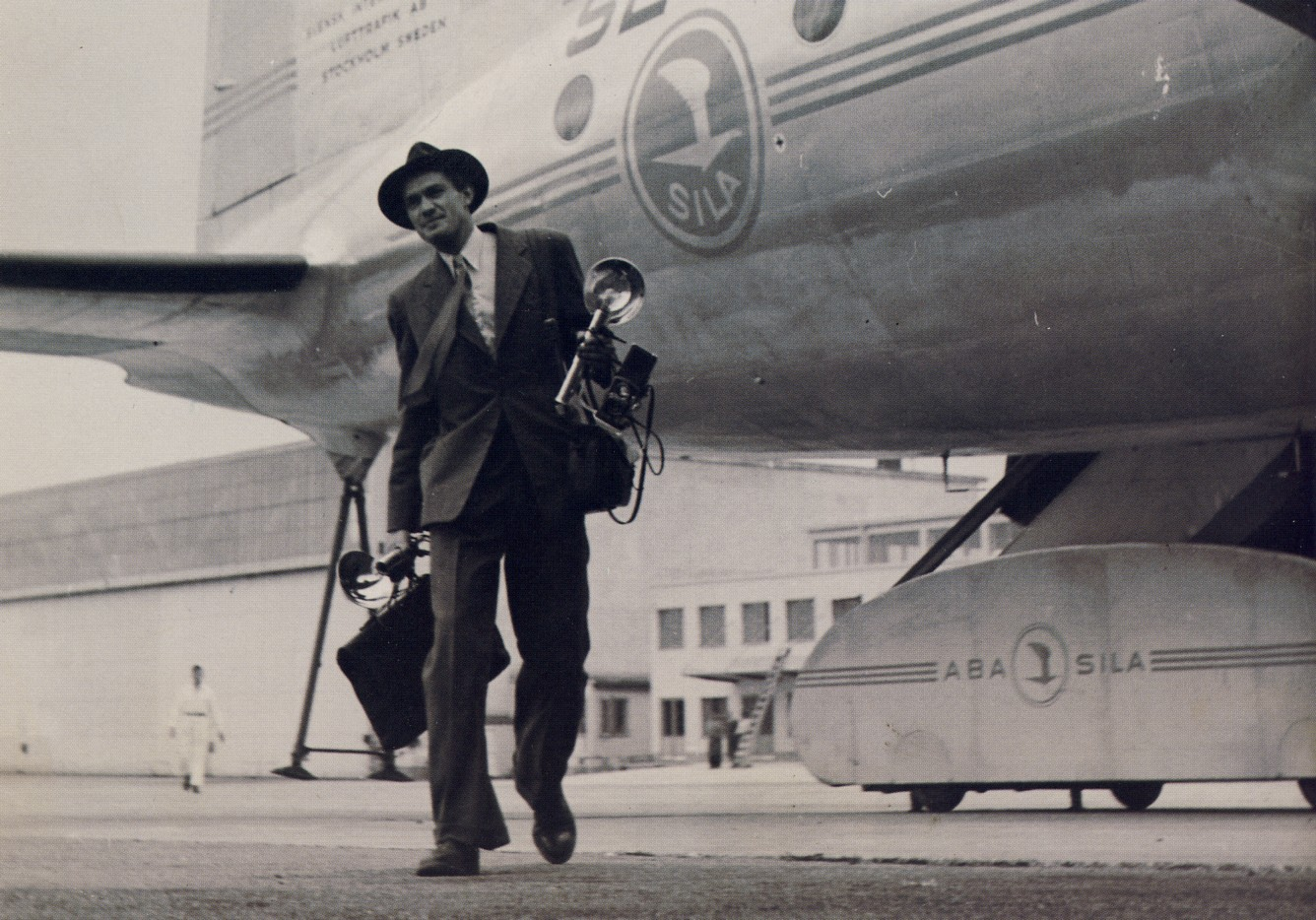
Fotožurnalista Lennart Nilsson na letišti Bromma, Stockholm, 1946

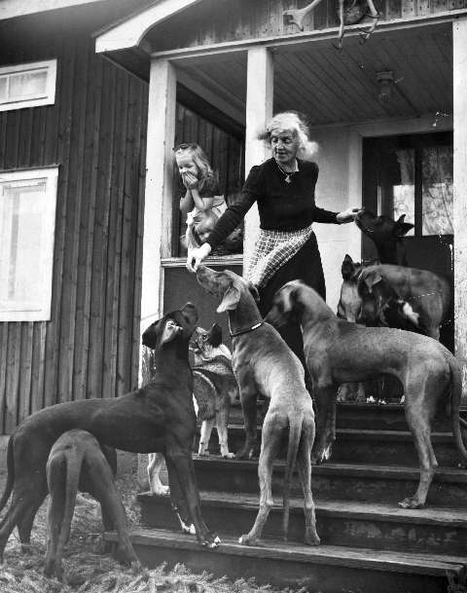
Spisovatelka Sigge Stark se svými psy, Mannikhöjden, 1955

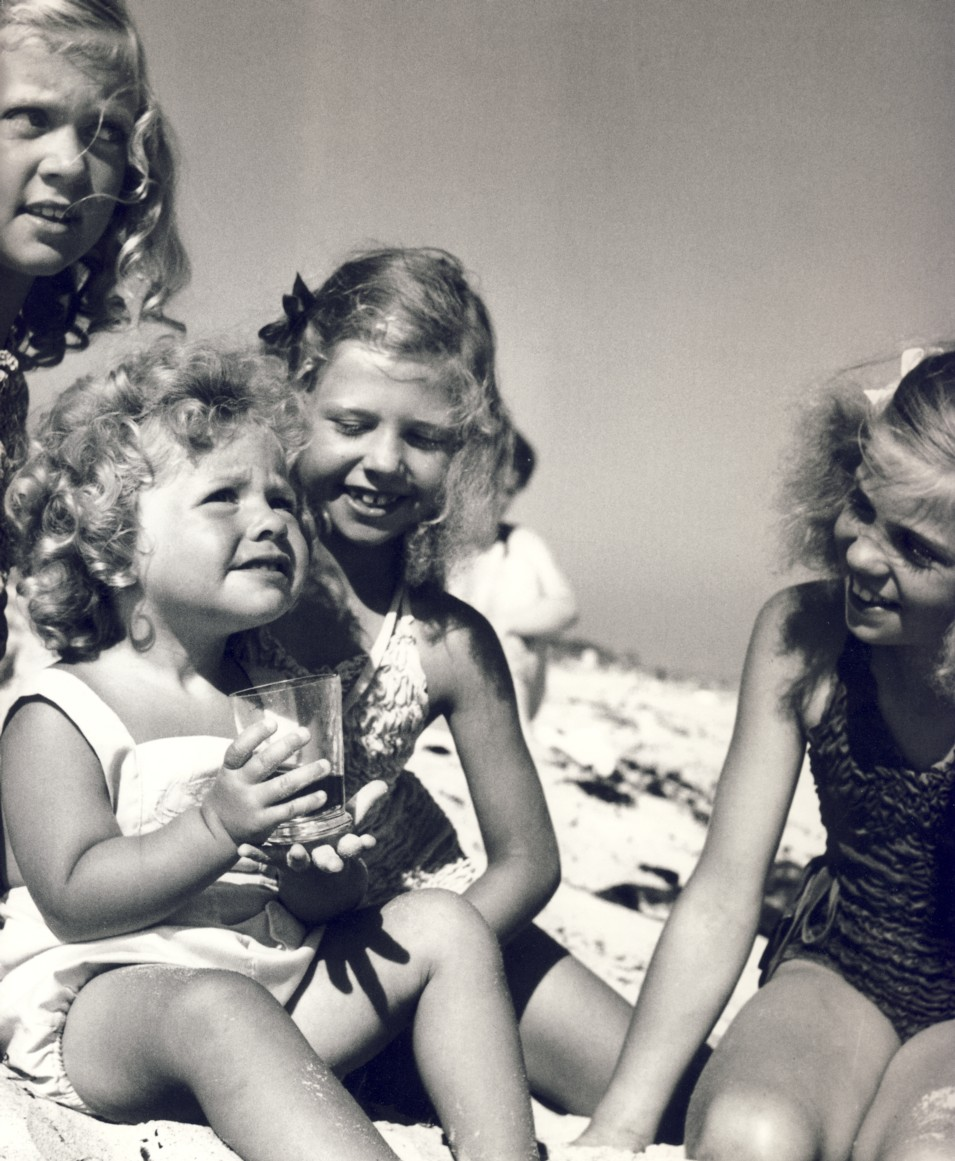
Sessorna på Haga, Birgitta, Christina (princezna), Desirée a Margaretha na Falsterbo, 1945

Lennart Nilsson (24. srpna 1922 Strängnäs – 28. ledna 2017) byl švédský fotograf a vědec. Věnoval se fotografiím lidského embrya a dalších lékařských objektů považovaných za nefotografovatelné, obecněji řečeno se věnoval extrémní makrofotografii. Jako dvorní fotograf portrétoval švédskou královskou rodinu od roku 1940. Byl také považován za průkopníka moderní fotožurnalistiky.

## Životopis
Lennart Nilsson se narodil 24. srpna 1922 v Strängnäs ve Švédsku. Jeho otec a strýc byli oba fotografové. Jeho otec mu dal svůj první fotoaparát ve dvanácti letech. Když mu bylo asi patnáct, viděl dokument o Louisi Pasteurovi, který v něm vzbudil zájem o mikroskopii. Během několika málo let Nilsson mikroskop získal a dělal mikrofotografie hmyzu.
Ve svých dvaceti letech pak začal mít příležitost portrétovat mnoho slavných Švédů. Profesionální kariéru zahájil v polovině 40. let jako fotograf na volné noze, často pracoval pro nakladatelství Åhlen & Åkerlund ze Stockholmu. Jeden z jeho prvních úkolů se týkal osvobození Norska v roce 1945 během druhé světové války. Některé z jeho raných fotoesejí, obzvláště Porodní asistentky v Laponsku (1945), Lov polárního medvěda na Špicberkách (1947) a Rybáři na řece Kongo (1948), mu přinesly mezinárodní pozornost po zveřejnění v časopisech Life, Illustrated, Picture Post i jinde. Výběr ze svých fotografií publikoval v roce 1955 v knize Reportage. V roce 1954 ve své knize Profile publikoval sérii fotografií předních a významných osobností Švédska. V některých významných obrazových časopisech a v roce 1963 v knize Hallelujah byla publikována jeho velká fotografická esej o švédské Armádě spásy.
V polovině 50. let 20. století Nilsson začal experimentovat s novými fotografickými technikami pro pořizování fotografií „z extrémní blízkosti“. Jeho překvapivé makrostudie v kombinaci s endoskopií se staly velkou senzací a byly publikovány v řadě knih a časopisech na celém světě. Počátkem 60. let 20. století začal používat speciálně upravené velmi tenké endoskopy (s průměrem jen 1 mm, s čočkami zachycujícími až obrazové pole s úhlem 170 stupňů a s velmi krátkou ohniskovou vzdáleností jen 1,5 mm), aby mohl fotografovat krevní řečiště a dutiny lidského těla.
Mezinárodního věhlasu dosáhl v roce 1965, když jeho fotografie z počátku lidského života se objevila na obálce časopisu Life. Publikoval také magazínech Stern, Paris Match, The Sunday Times a jinde. Fotografie z připravované knihy A Child Is Born (1965) byly převzaty do vydání časopisu Life ze dne 30. dubna 1965 a během prvních 4 dnů po zveřejnění se prodalo osm miliónů kopií. Některé z fotografií publikovaných v této knize bylo později zařazeno do obou programů Voyager. Kromě toho své fotografie publikoval v švédském fotožurnalistickém časopisu Se.
V roce 1969 začal používat rastrovací elektronový mikroskop, pořídil první obrázky viru HIV a v roce 2003 nafotografoval první obrázek viru SARS.
Kolem roku 1970 se stal členem personálu Karolinska Institutet a také tam pracoval.
Nilsson se také podílel na tvorbě dokumentárních filmů, včetně The Saga of Life (1982) nebo The Miracle of Life (1996).
Získal řadu ocenění, cen, medailí a dalších uznání.
Zemřel 28. ledna 2017.

## Díla

### Knihy
- 1959 Myror (Ants)
- 1959 Liv i hav (Life in the Ocean)
- 1963 Halleluja, en bok om frälsningsarmén (Hallelujah, a book about the Salvation Army)
- 1965, 1976, 1990, 2003 Ett barn blir till (A Child is Born)
- 1973 Se människan (Behold Man)
- 1975 Så blev du till (How You were Made)
- 1982 Vårt inre i närbild (Abbreviated version of Behold Man)
- 1984 Nära naturen (Close to Nature)
- 1985 Kroppens försvar (The Body Victorious)
- 1986 Människan – en fantastisk skapelse (The Incredible Machine)
- 1986 I mammas mage (Being Born)
- 1993 Vi ska få ett syskon (We are Getting a Sibling)
- 2002 Hans livs bilder (Images of His Life)
- 2006 Life

### Slovensky a česky vyšlo
- (slovensky) Čakáme dieťatko : Rozprávanie o živote pred narodením (Ett barn blir till), text Mirjam Furuhjelmová, překlad Vojtech a Martin Magurský, Martin : Osveta, 1986
- (slovensky) Ako sa nepoznáme : objavná cesta s fotografickým aparátom do nášho tela, Martin : Osveta, 1989
- (česky) Tajemství života : od početí k porodu (Ett barn blir till), text Lars Hamberger, překlad Jan Jirásek, Praha : Svojtka a Vašut, 1996, ISBN 80-7180-025-2
  - další vydání pod změněným názvem: Těhotenství týden po týdnu : tajemství lidského života, text Lars Hamberger ; překlad z angličtiny: Alice Rybáková, Marek Novák, Dan Popov, Praha : Svojtka & Co., 2008, ISBN 978-80-7352-887-4

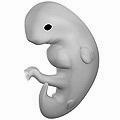
Lennart Nilsson, embryo, 6. týden
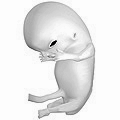
Lennart Nilsson, 10. týden
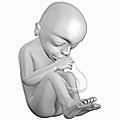
Lennart Nilsson, 20. týden
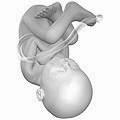
Lennart Nilsson, 40. týden

## Ocenění
- Cena za kulturu Německé fotografické společnosti